# Souimanga violet
Anthreptes longuemarei
Espèce
Statut de conservation UICN

 LC  : Préoccupation mineure
Le Souimanga violet (Anthreptes longuemarei) est une espèce de passereaux de la famille des Nectariniidae.
Son épithète longuemarei est dédié à l'ornithologue Agathe François Gouÿe de Longuemare (1792-1866). 

## Répartition
Son aire fragmentée s'étend à travers l'Afrique subsaharienne.

### Sous-espèces
D'après Alan P. Peterson, il se répartit en trois sous-espèces :
- Anthreptes longuemarei longuemarei (Lesson, 1831) — du Sénégal à l'ouest du Kenya ;
- Anthreptes longuemarei angolensis Neumann, 1906 — de l'Angola au Malawi et sud-ouest de la Tanzanie ;
- Anthreptes longuemarei nyassae Neumann, 1906 — sud-est de la Tanzanie, est du Zimbabwe et du Malawi, nord du Mozambique.